# 盖布·温克勒
盖布·温克勒（英語：Gabe Winkler，1976年7月22日—），美国男子赛艇运动员。他曾代表美国参加2007年泛美运动会赛艇比赛，获得一枚金牌和一枚银牌。他也曾在2000年世界赛艇锦标赛上获得一枚金牌。